# Unseen Terror
Unseen Terror war eine englische Grindcore-Band. Obwohl sie nur ein Studioalbum veröffentlicht hat, gehören ihre Lieder zu den von anderen Bands des Genres am häufigsten gecoverten Stücken.

## Bandgeschichte
Unseen Terror wurde Anfang 1986 von Shane Embury (Schlagzeug) und Mitch Dickinson (Gitarre, Gesang) in Broseley, Shropshire, gegründet. Beeinflusst von Bands wie Siege, Heresy und Genocide (den späteren Repulsion) kehrten sie der Death-Metal-Band Warhammer den Rücken, um sich der Grindcore-Bewegung anzuschließen. Wenig später engagierte das Duo den Bassisten Peter Giles. In dieser Besetzung nahm Unseen Terror zwei Lieder für den Sampler Diminished Responsibility auf. Im September 1987 standen die Studioaufnahmen für das Debütalbum an, an denen der in Essex lebende Giles aufgrund der Entfernung nicht teilnehmen konnte. Embury und Dickinson nahmen das Album daher allein auf. Es erschien wenig später unter dem Titel Human Error bei Earache Records und verkaufte sich rund 8.000 mal. Es folgten einige wenige Auftritte, bei denen Mick Harris von Napalm Death den Gesang und Wayne Ashton von Warhammer den Bass übernahm. Im Frühjahr 1988 gastierte Unseen Terror in der BBC bei den Peel-Sessions. Die Aufnahme wurde insgesamt dreimal ausgestrahlt und ein Lied gelangte auf den Sampler 21 Years of Alternative Radio 1, der einen Überblick über alle Peel-Sessions zwischen 1967 und 1988 gab. Trotz dieser Promotion gelang es Embury und Dickinson weder, ein stabiles Line-up noch eine Liveband zusammenzustellen. Mit Bassist Carl Stokes von Cancer nahm die Band noch das Stück Divisions für einen Label-Sampler von Earache Records auf, bevor sie sich Anfang 1989 auflöste. Mitch Dickinson wurde Gitarrist bei Heresy, Shane Embury Bassist bei Napalm Death.

## Diskografie
- Human Error (Earache Records, 1987)
- The Peel Sessions (Strange Fruit, 1988)